# Ngurungor
Ngurungor ist eine Insel im Inselstaat Palau im Pazifischen Ozean.

## Geographie
Die Insel bildet zusammen mit den Inseln Ngesual und Ngebad die nordöstliche Verlängerung der Insel Peleliu. Nur schmale Kanäle trennen die Inseln jeweils voneinander. Die Küstenlinie ist durch Mangrovenbestand und die zerklüftete Struktur der ehemaligen Riffkrone geprägt. Die Insel ist dicht bewaldet und unbewohnt.